# インデペンデンシア州
インデペンデンシア州（インデペンデンシアしゅう、スペイン語: Provincia de Independencia）はドミニカ共和国の州である。州都はヒマニー。

## 隣接州
- エリアス・ピーニャ州
- バオルコ州
- バラオーナ州
- ペデルナレス州
- 西県

## 下位行政区画

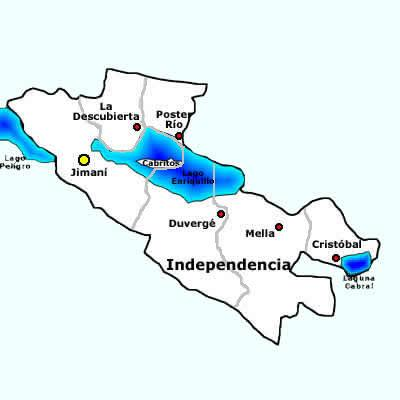
基礎自治体

1. クリストバル（英語版）
2. ドゥベルヘ（英語版）
3. ヒマニー（英語版）
4. ラ・デスクビエルタ（英語版）
5. メジャ（英語版）
6. ポストレル・リオ（英語版）